# Florus (Toreut)
Florus war ein antiker römischer Toreut (Metallbildner), der im letzten Drittel des 1. Jahrhunderts in Gallien tätig war.
Florus ist heute nur noch aufgrund von zwei Signaturstempeln auf Bronzekasserollen bekannt, die beide in ehemaligen keltischen Nordwestprovinzen des Römischen Reichs gefunden wurden.  Bei den Stücken handelt es sich um:
1. Bronzekasserolle, gefunden in der Saône in Alleriot bei Chalon-sur-Saône, Frankreich; heute im Musée Denon in Chalon-sur-Saône.[1]
2. Bronzekasserolle, gefunden im River Witham (in dem etwa auch der Witham-Schild gefunden wurde) in Fiskerton, Lincolnshire; heute im Weston Park Museum in Sheffield.[2]

## Einzelbelege
1. ↑  Inventarnummer 73.3.1; Richard Petrovszky: Studien zu römischen Bronzegefäßen mit Meisterstempeln. Leidorf, Buch am Erlbach 1993, S. 260–261, Nr. F.04.01.
2. ↑  Inventarnummer ?; Richard Petrovszky: Studien zu römischen Bronzegefäßen mit Meisterstempeln. Leidorf, Buch am Erlbach 1993, S. 260–261, Nr. F.04.02.

| Personendaten    | Personendaten                              |
| ---------------- | ------------------------------------------ |
| NAME             | Florus                                     |
| KURZBESCHREIBUNG | antiker römischer Toreut                   |
| GEBURTSDATUM     | 1. Jahrhundert v. Chr. oder 1. Jahrhundert |
| STERBEDATUM      | 1. Jahrhundert oder 2. Jahrhundert         |